# Campo (Cabo Verde)

Campo (em Crioulo cabo-verdiano (escrito em ALUPEC): Kónp) é uma aldeia na ilha de São Nicolau, em Cabo Verde.